# Купсола (Медведевский район)
Купсола — деревня в Медведевском районе Марий Эл Российской Федерации. Входит в состав Шойбулакского сельского поселения.
Численность населения — 300 человек (2014 год).

## География
Располагается в 2 км от административного центра сельского поселения — села Шойбулак.

## История
В 1931 году в деревне образован колхоз «Пиштер». В 1970-е годы деревня вошла в состав совхоза «Шойбулакский».

## Население
| 2010 | 2011 | 2012 | 2013 | 2014 |
| ---- | ---- | ---- | ---- | ---- |
| 254  | ↘249 | ↗259 | ↗281 | ↗300 |

Национальный состав на 1 января 2014 г.:
| Национальность | Численность, чел. | Доля    |
| -------------- | ----------------- | ------- |
| всего          | 300               | 100,0 % |
| Марийцы        | 261               | 87 %    |
| Русские        | 38                | 12,7 %  |
| Чуваши         | 1                 | 0,3 %   |

## Описание
Улично-дорожная сеть деревни имеет грунтовое и щебневое покрытие. Жители проживают в индивидуальных домах, имеющих централизованное водоснабжение. Деревня газифицирована.